# سو مودايرجي
سو مودايرجي (باللغة الصينية القياسية: 苏木达尔基؛ باللغة التبتية: བསོད་ནམས་དར་རྒྱས།؛ مواليد 20 يناير 1996) هو مُقاتل فنون قتالية مختلطة صيني.

## وصلات خارجية
- سو مودايرجي على موقع يو إف سي (الإنجليزية)
- سو مودايرجي على موقع شيردوغ (الإنجليزية)
- سو مودايرجي على موقع Tapology.com (الإنجليزية)